# TWISTIN' THE NIGHT AWAY (トータス松本のアルバム)
『TWISTIN' THE NIGHT AWAY』(ツイスティン・ザ・ナイト・アウェイ)は、トータス松本の2枚目のカバー・アルバム。2012年2月8日発売。

## 解説
2003年発売の『TRAVELLER』に続く、洋楽カバー・アルバム第2弾。今作は、1962年にサム・クックが発表したアルバム『Twistin' the Night Away（邦題：ツイストで踊りあかそう）』をまるまる1枚カバーしている。
事の発端は、大のサム・クック愛好家である松本が特に好きと公言している、『ツイストで踊りあかそう』がCD化されていないことに対してジレンマを感じたことによる。本作の企画が立ち上がった時点では、『ツイストで踊りあかそう』は1962年の発売後1度もCD化されたことがなく、聴くとなるとLP盤とレコードプレーヤーを手に入れなければならず、またLP盤も、出回っているほとんどにプレミアがついて高額になっているという状況にあった。それならば、自分で歌ってCD化してしまおう、と今回の企画はスタートした。
『ツイストで踊りあかそう』を徹底的にカバーするにあたって、松本は改めてオリジナルのLP盤を購入した。元々愛聴盤として所持していたが、盤がすり減っていたために音質が劣化しており、研究材料として使えるものではなかった。ここで一役買っているのが、今作のライナーノーツを担当した音楽評論家の鈴木啓志である。
音源はオリジナルを細部まで忠実に再現し、冒頭と中盤、終末にはレコードに針を落とす音まで再現している。また、「どうせやるならジャケットから合わせよう」と、ジャケットも字体、構成などオリジナル盤を忠実に再現している。松本がジャケットで着用しているスーツは、今作のために特注で作ったものである。しかし、どうしても再現できなかったのが”ビクターの犬”である。苦肉の策として、現代風にあわせ、猫がパソコンで音楽を聴くというイラスト（通称：猫パソ）を松本自ら描き下ろした。しかし発売後、JVCケンウッドに許諾を得ることなく商標を使用していたとして、この「猫パソ」ジャケットは回収され、イラストなしのジャケットに差し替えられた。そのため、「猫パソ」イラストが入っているのは初回生産分のみである。ちなみにこの「猫パソ」ジャケットには誤植があり、会社名を「WARNER」と書くべきところが「WANER」となっている。
本作発売から1ヶ月後の2012年3月7日に、オリジナルであるサム・クックの『ツイストで踊りあかそう』が、発表から50年にして初CD化され発売された。松本自身は本作発売が決まった段階でこれを知り、驚きとともに喜んだという。ちなみに同日には、松本のシングル『ブランコ』が発売された。

## 収録曲
1. Twistin' the Night Away / ツイストで踊りあかそう (2:41)
（作詞・作曲：Sam Cooke）
2. Sugar Dumpling / シュガー・ダンプリング (2:22)
（作詞・作曲：Sam Cooke）
前作カバー・アルバム「TRAVELLER」にも収録されているが、今作ではよりオリジナルに忠実なアレンジになっている。
3. Twistin' in the Kitchen with Dinah / キッチンで踊ろう (2:06)
（作詞・作曲：Sam Cooke）
4. Somebody's Gonna Miss Me / サムバディズ・ゴナ・ミス・ミー (2:32)
（作詞・作曲：Lattimore Brown, Arthur Lee Reaves）
5. A Whole Lotta Woman / ホール・ロッタ・ウーマン (2:23)
（作詞・作曲：James W. Alexander, Lowell Jordan）
6. The Twist / ザ・ツイスト (2:24)
（作詞・作曲：Hank Ballard）
7. Twistin' in the Old Town Tonight / 今夜のツイスト・パーティ (2:08)
（作詞・作曲：Mack David）
8. Movin' and A'Groovin' / ムーヴィン・アンド・アグルーヴィン (2:34)
（作詞・作曲：Sam Cooke, Lou Rawis）
9. Camptown Twist / 草競馬ツイスト (2:14)
（作詞・作曲：Sam Cooke）
10. Somebody Have Mercy / 誰かがあわれみを (2:53)
（作詞・作曲：Sam Cooke）
11. Soothe Me / スーズ・ミー (2:12)
（作詞・作曲：Sam Cooke）
12. That's It - I Quit - I'm Movin' On / ザッツ・イット、アイ・クイット、アイム・ムーヴィン・オン (2:28)
（作詞・作曲：Roy Alfred, Del Serino）